# José António Guerreiro
José António Guerreiro (Lanhelas, 5 de dezembro de 1789 — Lisboa, 1 de agosto de 1834) foi um magistrado e político, considerado uma das maiores figuras do liberalismo português oitocentista, que protagonizou um curto mas intenso percurso político que o colocou na chefia do governo liberal no exílio, cargo que exerceu em Londres de 2 de junho de 1828 a 15 de junho 1829. Eleito pelo Minho, foi um dos mais influentes deputados nas Cortes Gerais e Extraordinárias da Nação Portuguesa, determinante na elaboração da Constituição de 1822.

## Biografia
Nasceu em Lanhelas, concelho de Caminha, no Alto Minho, filho de Bento José Dantas Guerreiro. Formou-se bacharel de Leis na Universidade de Coimbra em 1816, sendo premiado como o melhor aluno do seu curso.
Ingressou na magistratura no ano de 1817, sendo colocado na vila de Mértola como juiz de fora. Defensor dos ideais da Revolução Liberal do Porto, em 1821 foi eleito deputado às Cortes Gerais e Extraordinárias da Nação Portuguesa em representação dos eleitores do círculo do Minho. Nos debates parlamentares revelou-se um dos deputados mais participativos e assertivos, assumindo um destacado papel nos trabalhos que levaram à aprovação da Constituição de 1822. Tendo as Cortes Constituintes terminado o seu trabalho, em 1822 foi eleito deputado pelo Minho ao primeiro parlamento constitucional, iniciando uma carreira parlamentar que o manteria como deputado durante todo o vintismo. Foi reeleito em 1826, passando nessa legislatura a ocupar o cargo de vice-presidente da mesa da Câmara dos Deputados.
No conturbado período de vigência da Constituição de 1822, para além das funções parlamentares, foi também membro do governo, embora por períodos muito curtos, com a pasta de Ministro e Secretário de Estado dos Negócios Eclesiásticos e da Justiça, primeiro efemeramente em 1823, durante a Vilafrancada, ainda no reinado de D. João VI de Portugal, e depois em 1826, como interino, já na regência da infanta Isabel Maria de Bragança. 
A proclamação de D. Miguel como rei absoluto em 1828 obrigou-o, a partir para o exílio. Partiu para a Galiza e daí para Londres, onde permaneceu até 1831. Foi uma das principais figuras da comunidade emigrada portuguesa, mantendo importante colaboração com os líderes liberais no exílio. Foi o principal autor do Manifesto dos Direitos de Sua Magestade Fidelíssima, a Senhora Dona Maria Segunda; e exposição da questão portugueza, publicado em Rennes em 1831, a principal obra teorizadora da legitimidade dinástica de D. Pedro IV e de D. Maria II. O opúsculo, escrito em colaboração com Pedro de Sousa Holstein, o futuro duque de Palmela, foi determinante na propaganda da causa liberal.
Com a instalação da Regência de Angra, transferiu-se para a ilha Terceira, onde integrou o Conselho de Regência que em nome de D. Maria II governava a ilha e dirigiu as operações que levariam à preparação da força que protagonizou o desembarque no Mindelo. 
Em 1833, ainda em plena guerra civil, durante o Cerco do Porto, D. Pedro IV concedeu-lhe a grã-cruz da Ordem da Torre e Espada e em 1834, nomeou-o membro do Conselho de Estado. Contudo, por esta altura já se encontrava gravemente doente, pois fora gravemente ferido durante o Cerco do Porto quando ... embarcado na fragata Alcion, tentou esta forçar a barra do Douro, porém as baterias do Castelo de S. João da Foz afundaram o navio, ferindo gravemente o Dr. Guerreiro que retirou convalescente para Lisboa, residindo na freguesia das Mercês até falecer no 1.º de Agosto de 1834. Tinha 45 anos de idade, deixando cinco filhos menores e parcos meios, pelo que a viúva teve ela de vender os bens que o casal tinha em Gondarém e Lanhelas.
José António Guerreiro é um dos parlamentares homenageados na sala sessões do Palácio de São Bento, numa tela em elipse de 22 metros de largura por 5 de altura, da autoria do pintor José Maria Veloso Salgado (1864-1945), que contou com a colaboração dos discípulos Luís Marques da Silva Júnior e Júlio Santos Jesus, que evoca as Cortes Constituintes de 1821-1822 reunidas na biblioteca do Palácio das Necessidades. Entre os quarenta deputados vintistas retratados a ouvirem atentamente Manuel Fernandes Tomás, surge em lugar de destaque, à direita do orador, a figura soerguida de José António Guerreiro. Foi também homenageado por duas vezes na sua freguesia natal de Lanhelas, primeiro em 1926, quando uma artéria local recebeu o seu nome, passando a integrar a toponimia lanhelense até à actualidade, e depois em 1989, assinalando a na passagem do bicentenário do seu nascimento.